# Штепа Наталія Петрівна
Штепа (Піменова) Наталія Петрівна (16 листопада 1951, с.Сосновка, Бахчисарайський район, Кримська область) — український політик.

## Освіта
Сімферопольський державний університет (1973), вчитель історії та суспільствознавства; Національна юридична академія України ім. Ярослава Мудрого (1999).

## Кар'єра
З 1983 — старший інструктор відділу кадрів, Кримспоживспілка.
1985-1990 — в Центральному РК КПУ м. Сімферополя.
1990-1994 — заступник голови, Кримський республіканський комітет профспілки працівників споживкооперації.
Народний депутат України 2 скликання з травня 1994 по травень 1998, обрана від виборчого округу №42. 
Народний депутат України 3 скликання з травня 1998 по травень 2002 від Комуністичної партії України, № 95 в списку. Член Комітету з питань прав людини, національних меншин і міжнаціональних відносин (з 07.1998); член фракції КПУ (з 05.1998).

## Нагороди
- Заслужений працівник народної освіти України (1997).